# 2005
2005 fou un any normal, començat en dissabte segons el calendari gregorià.

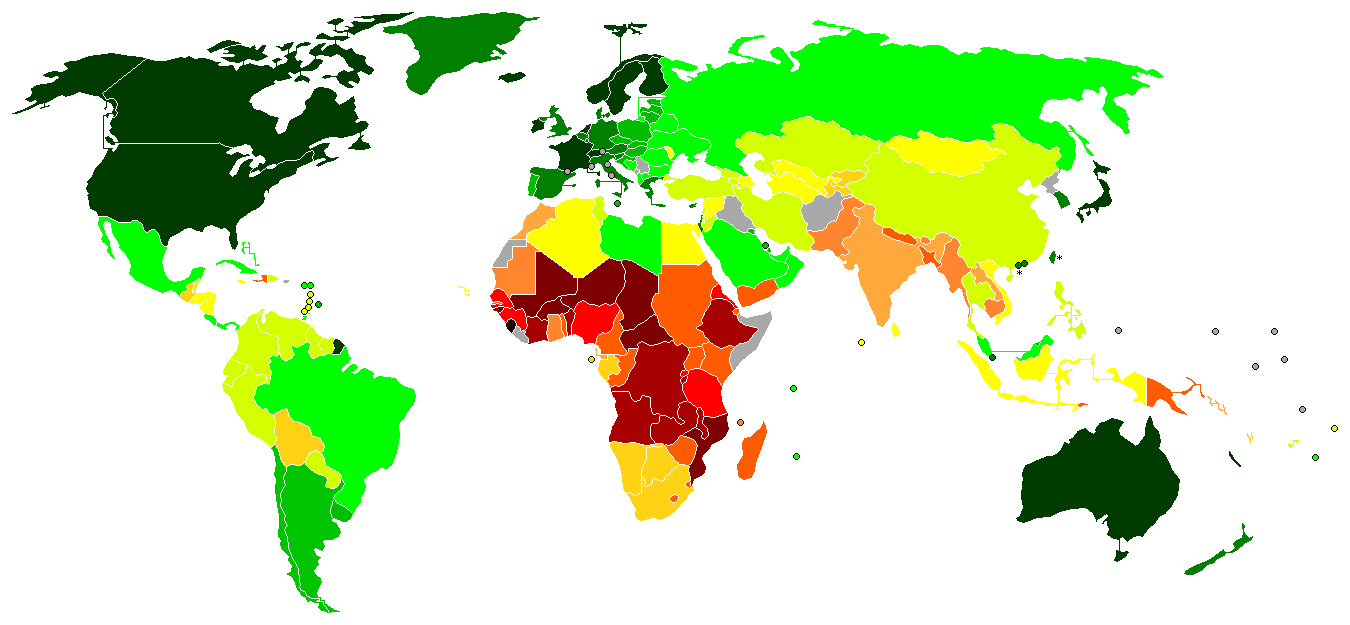

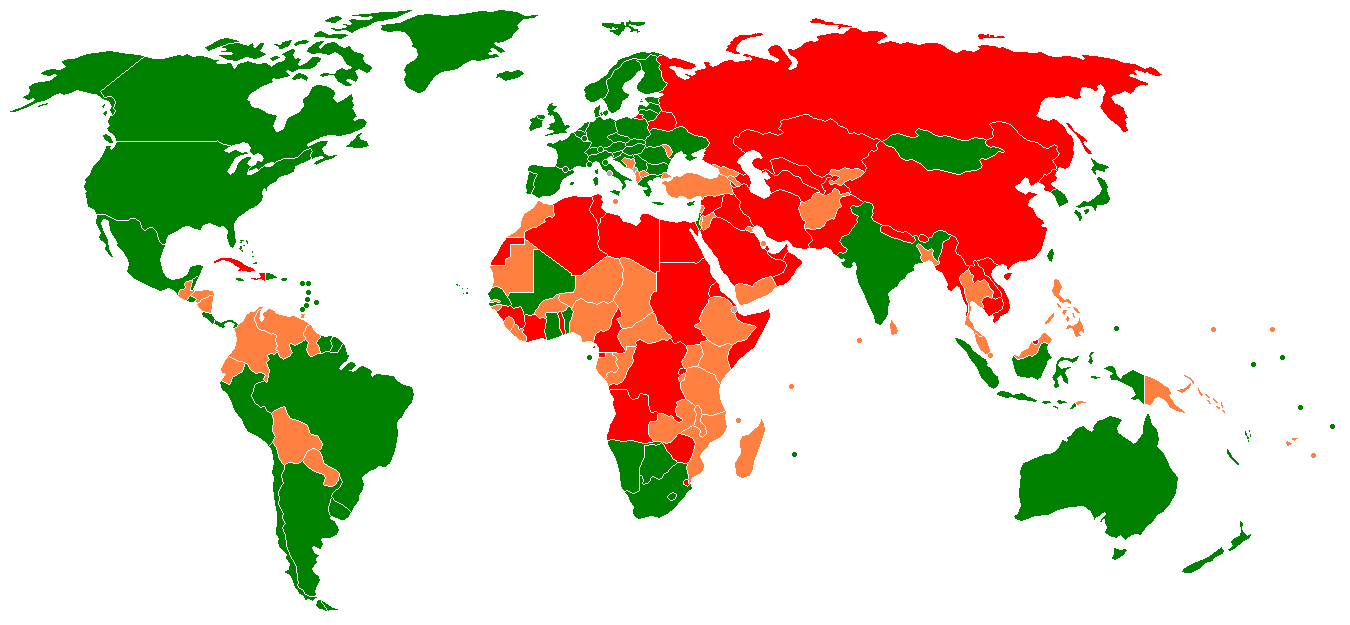
Llibertat al món el 2005 segons la Freedom House

| Mapa indicant l'Índex de Desenvolupament Humà del 2005 (informe del 2007) |                                                             |                                                                       |
| \| 0,950 i per sobre 0,900-0,949 0,850-0,899 0,800-0,849 0,750-0,799 \| 0,700-0,749 0,650-0,699 0,600-0,649 0,550-0,599 0,500-0,549 \| 0,450-0,499 0,400-0,449 0,350-0,399 0,300-0,349 per sota de 0,300 n/d \| |                                                             |                                                                       |
| 0,950 i per sobre 0,900-0,949 0,850-0,899 0,800-0,849 0,750-0,799 | 0,700-0,749 0,650-0,699 0,600-0,649 0,550-0,599 0,500-0,549 | 0,450-0,499 0,400-0,449 0,350-0,399 0,300-0,349 per sota de 0,300 n/d |

## Esdeveniments

### Països Catalans

#### Gener
- 6 de gener, Pedro Zarraluki guanya el Premi Nadal de novel·la (Espanya, 1954) per Un encargo difícil.
- 21 de gener, a les 2 hores 54 minuts, i 28 segons s'ha produït un terratrèmol de 3,05 en l'escala de Richter, amb epicentre entre Sant Joan (Mallorca) i Lloret de Vistalegre.[1]
- 25 de gener, Barcelona: s'esfondra un tros de la construcció del metro que desencadenarà la crisi del Carmel.
- 25 de gener, el número 10 del passatge Calafell, de Barcelona, s'enfonsa 4 cm i és desallotjat, a causa de les obres de la Línia 5 del metro de Barcelona.
- 26 de gener, un gran temporal de neu i fred a Espanya. Una de les més grans nevades a Mallorca en el darrers cent anys (també ho van ser les del 1956 i del 1985).

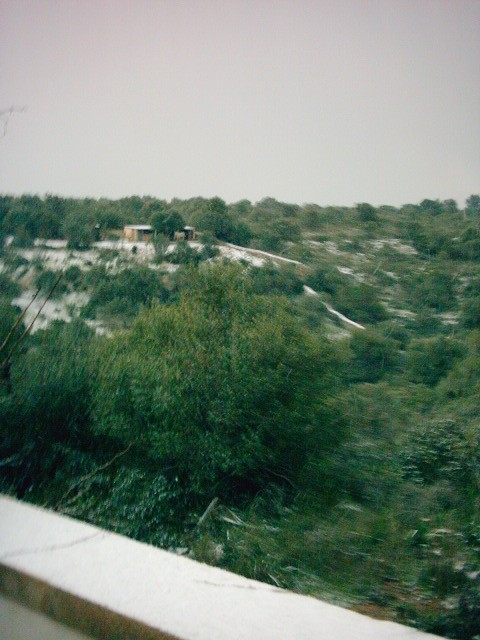
Neu a Palma

- 27 de gener, un túnel que havia de servir de cua de maniobres per a l'ampliació del metro de Barcelona i havia estat excavat amb el nou mètode austríac col·lapsa i s'empassa literalment el número 10 del passatge Calafell, i hi provoca un enorme esvoranc. Vegeu: crisi del Carmel.

#### Febrer
- 6 de febrer, 18 morts a La Todolella (Els Ports) per intoxicació per monòxid de carboni.[2]
- 15 de febrer, mor a Barcelona el president de l'Institut d'Estudis Catalans, Josep Laporte i Salas.
- 16 de febrer, empreses privades de l'àmbit de la comunicació presenten un text crític amb l'última llei del sector proposada pel govern. Antena 3 i Tele 5 no volen que s'augmenti la concessió en senyal analògic de retransmissió en obert, ja que això perjudicaria els seus interessos econòmics.
- 20 de febrer, se celebra el referèndum sobre el Tractat que estableix una Constitució per a Europa. El resultat n'ha estat sí per a prop d'un 76% dels vots emesos. La participació ha arribat a un 42% del cens.[3]
- 21 de febrer, guanya el sí al Tractat que estableix una Constitució per a Europa. Aquest sí no és pas vinculant.
- 24 de febrer, el president del Congrés dels Diputats, Manuel Marín, no deixa expressar-se en català als diputats de parla catalana; entre ells, els més crítics han estat els d'ERC.

#### Març
- 1 de març, Calvià (Mallorca): inauguració i començament de les emissions en proves d'IB3 Televisió, coincidint amb el Dia de les Illes Balears.
- 3 de març, abandona la presidència de l'Obra Cultural Balear el misser Sebastià Frau (Palma, 1953).
- 11 de març, Barcelona: el Partit Popular retira la moció de censura contra Pasqual Maragall.
- 12 de març, segons el "Diario de Mallorca", la CIA utilitzaria l'aeroport de Son Sant Joan, de Palma (Mallorca), com a base del seu avió, un Boeing, per a segrestar suposats terroristes islàmics, i per a portar-los a tercers països, on són torturats.
- 31 de març, avui i demà, 1 d'abril, se celebra el III fòrum de seguretat de RedIRIS, que analitzarà com protegir les xarxes informàtiques basades en Windows a la Universitat Rovira i Virgili de Tarragona, que es retransmetrà per internet.[4]

#### Abril
- 1 d'abril, es funda a Barcelona el Centre Nacional de Supercomputació.
- 14 d'abril, Madrid: el Consell de Ministres aprova el projecte de llei que permetrà el retorn dels documents que actualment es troben a l'Arxiu General de la Guerra Civil de Salamanca, i la creació del Centre Documental de la Memòria Històrica en aquesta mateixa ciutat.

#### Maig
- 8 de maig, la Santboiana de rugbi conquereix el seu sisè títol de lliga.
- 14 de maig, el Futbol Club Barcelona es proclama vencedor per diferència de punts en el torneig de La Lliga 2004-2005.
- 28 de maig, el jove berguedà de 22 anys, Josep Maria Isanta, és assassinat la nit de divendres a dissabte en la Patum a Berga. Tot i que la versió oficial assenyala que l'acció es deu a un acte de violència gratuïta, altres fonts no descarten el mòbil polític de signe anticatalanista.
- 31 de maig, el govern espanyol, la Generalitat de Catalunya i l'Ajuntament de Barcelona van arribar a un acord sobre l'esborrany del que serà el projecte de Llei de la Carta Municipal de la Ciutat Comtal.

#### Juny
- 19 de juny, les altíssimes temperatures i la baixa humitat relativa de l'aire, contribueixen al fet que es declarin a Catalunya un total de 13 incendis forestals, el més important dels quals arrasa prop de 900 hectàrees a la comarca del Bages, i afecta els termes municipals de Talamanca, Navarcles, Mura, Calders, El Pont de Vilomara i Rocafort.
- 24 de juny, xoc de trens a la línia Palma-Sóller. Pareix que aquest accident es va saldar amb un ferit lleu, i dues locomotores avariades.
- Sergi Barjuan Esclusa es retira com a futbolista professional de l'Atlètic de Madrid.

#### Juliol
- 7 de juliol, es declara l'incendi forestal més gran del que portem d'estiu a Catalunya. En dos dies, cremen unes 1.400 hectàrees a cavall de les comarques del Bages, el Berguedà i el Solsonès, la majoria de les quals són de superfície arbrada.
- 16 de juliol, un incendi forestal crema unes 50 hectàrees forestals dels municipis bagencs de Cabrianes (Sallent), Navarcles i Artés.
- 18 de juliol, es declara el quart incendi forestal de l'estiu a la comarca del Bages. En aquesta ocasió, el sinistre calcina vora 900 hectàrees de bosc de pi blanc, matoll i conreus dels termes municipals de Castellnou de Bages, Sallent i Balsareny.

#### Agost
- 17 d'agost, la policia allibera a València un ciutadà italià que havia estat 13 dies segrestat per una organització de narcotraficants colombians i veneçolans.

#### Setembre
- 4 de setembre, la jove valenciana atrapada a Nova Orleans ha estat rescatada.
- 5 de setembre, Calvià (Mallorca): IB3 Televisió comença les seves emissions regulars.
- 5 de setembre, viticultors del sindicat agrari Unió de Pagesos bloquegen l'entrada i sortida de productes de les plantes de Freixenet i Codorniu a Sant Sadurní d'Anoia, i de Torres a Pacs del Penedès. L'objectiu és protestar pel preu que les indústries els paguen pel raïm blanc i el vi destinat a cava, que no cobreix les despeses de producció.
- 6 de setembre, el govern aprova la creació de l'Oficina Antifrau, que té com a objectiu la lluita específica contra les actuacions irregulars de les administracions públiques i la creació de nous centres escolars.
- 6 de setembre, els estibadors del port de Barcelona es declaren en vaga i tanquen tots els accessos al recinte, excepte una porta, des de dos quarts de vuit del matí.
- 16 de setembre, s'aprova el domini d'internet .cat, el primer que reconeix la comunitat lingüística catalana en internet. Serà operatiu a final d'any.
- 16 de setembre, inauguració de la Torre Agbar, el tercer edifici més alt de Barcelona, amb 143 metres d'altura. L'edifici és de planta ovoïdal i forma cilíndrica, és un homenatge de Jean Nouvel, a l'orografia de Montserrat i a l'arquitectura d'Antoni Gaudí.
- 20 de setembre, l'Estatut Valencià supera avui la presa en consideració, amb el rebuig d'IU-ICV.
- 23 de setembre, Barcelona: Obre les portes al públic el teatre de putxinel·lis La Puntual, nom inspirat en l'obra de Rusiñol.[5]
- 30 de setembre, aprovació en el Parlament de Catalunya, per 120 vots a favor i 15 en contra, del nou Estatut d'Autonomia, que proclama en el seu article 1, que "Catalunya és una nació".
- S'edita "Més Ciutat", revista mensual de barris de Barcelona.

#### Octubre
- 3 d'octubre, el president del Parlament de Catalunya, Ernest Benach, lliura al Congrés dels Diputats espanyol el nou Estatut d'Autonomia.
- 3 d'octubre, al matí es produeix un eclipsi de sol parcial, visible des de tots els Països Catalans, llevat de les Pitiüses i bona part del País Valencià, des d'on es veu en forma anul·lar. Aquesta excepcional anul·laritat no es produïa a casa nostra des de l'1 d'abril de 1764, i no es repetirà fins al 26 de gener de 2028.[6]
- 5 d'octubre, s'ha trobat a Caldes de Malavella un bou que tindria 3.500.000 d'anys, aquest seria el més antic trobat fins ara a Europa.
- 25 d'octubre, Barcelona: la Policia Nacional d'Espanya deté a les 11.45 h l'exsenador i pacifista Lluís Maria Xirinacs, de 74 anys, quan era en una comissaria de Ciutat Vella per a renovar el seu DNI, a causa d'unes declaracions que va fer en què es podia deduir o interpretar el seu suport al terrorisme d'ETA.
- 29 d'octubre, Terrassa: la Federació Catalana de Korfbal aconsegueix el ple reconeixement de la Federació Internacional de Korfball (IKF) de la qual era membre provisional des de l'any 1997, i esdevé la primera Selecció Catalana.

#### Novembre
- 2 de novembre, Madrid: el Congrés dels Diputats aprova l'admissió a tràmit del nou Estatut d'Autonomia per a Catalunya, amb el suport de tots els grups excepte el PP, que el mateix dia hi va presentar un recurs d'inconstitucionalitat.
- 7 de novembre, Mallorca: es crea TV Mallorca.
- 12 de novembre, la plana web d'IB3 encara està en construcció.[7]
- 16 de novembre, Girona: Carles Soler, bisbe de Girona, denuncia en un comunicat, amb el suport del Consell presbiteral, que les emissions de la ràdio de la COPE, "denigren el poble de Catalunya".
- 24 de novembre, Barcelona: Cabília, Còrsega, Kurdistan, els Països Catalans, Palestina, el Sàhara, Sardenya i Sicília celebren la 1a Conferència Mediterrània de Nacions sense Estat.

#### Desembre
- 16 de desembre, Barcelona: tres joves perpetren l'assassinat de Rosario Endrinal en un caixer automàtic.

### Resta del món

#### Gener
- 1 de gener, Luxemburg assumeix la presidència del Consell Europeu.
- 5 de gener, Florence Aubenas i el seu guia Hussein Hanoun són alliberats.
- 6 de gener, la població de la Xina continental arriba als 1.300.000.000 d'habitants.
- 9 de gener, Palestina: Mahmoud Abbas guanya les eleccions presidencials.
- 14 de gener, el mòdul Huygens de l'Agència Espacial Europea aterra sobre Tità, el satèl·lit més gran de Saturn.
- 18 de gener, a Blagnac, prop de Tolosa de Llenguadoc, primera presentació pública de l'Airbus A380, l'avió civil més gran del món, en presència de 5.000 invitats.
- 21 de gener, avui comença la Festa del Sacrifici dels musulmans.
- 23 de gener, Víktor Íuchtchenko jura com a nou president d'Ucraïna.
- 27 de gener, Polònia: celebració del 60è aniversari de l'alliberació del camp d'exterminació nazi d'Auschwitz-Birkenau, en presència de 44 caps d'estat i de govern.
- 30 de gener, primeres eleccions pluralistes a l'Iraq.

#### Febrer
- 1 de febrer, es presenta el Pla Ibarretxe al Congrés dels Diputats i hi és rebutjat.
- 1 de febrer, engripat, el Papa Joan Pau II (84 anys) és hospitalitzat a urgències.
- 3 de febrer, un submarí atòmic anglès ha atracat a Gibraltar.
- 9 de febrer, Nou Any xinès: any del gall, Xīn nián hǎo («bon any!»).
- 10 de febrer
  - Corea del Nord declara posseir armes nuclears, dos anys després d'haver-se retirat del Tractat de no-proliferació nuclear.
  - Nova York (els EUA): mor Arthur Miller, escriptor i guionista nord-americà (n. 1915).
- 12 de febrer, es crema l'edifici Windsor, un gratacel situat al passeig de la Castellana de Madrid.
- 14 de febrer, és assassinat a Beirut l'antic primer ministre libanès Rafik Hariri, en un atemptat amb explosiu.
- 16 de febrer, entrada en vigor del Protocol de Kyoto sobre el canvi climàtic.
- 28 de febrer, Líban: dimissió del govern d'Omar Karamé.
- 28 de febrer, cinema: 77a cerimònia dels Oscars del cinema a Hollywood.
- 28 de febrer, Mar adentro de Alejandro Amenábar guanya l'Oscar a la millor pel·lícula estrangera.

#### Març
- 1 de març, ha començat el festival de la cançó de Sanremo.
- 4 de març, Iraq: alliberació de la periodista italiana Giuliana Sgrena. Sorprenents trets amics (dels marines americans) la fereixen i maten l'agent italià Nicola Calipari. Itàlia demana explicacions.
- 7 de març, Bolívia: el president bolivià Carlos Mesa anuncia la seva dimissió.
- 8 de març, Txetxènia: el dirigent independentista txetxè Aslan Maskhadov és abatut en un combat amb les forces federals russes.
- 10 de març, Informàtica: Lenovo, el més gran productor d'ordinadors a la Xina adquireix la divisió dels ordinadors personals d'IBM.
- 10 de març, els clergues musulmans espanyols han dictat la primera fàtua del món contra Osama bin Laden.
- 13 de març, des de dijous passat, la policia investiga una banda de blanqueig de diner a Marbella, que podria haver blanquejat 600 milions d'euros. Hi ha 40 detinguts.
- 14 de març, Xina: una llei antisecessionista ha estat aprovada pel parlament xinès continental, i legalitza la utilització de mitjans "no pacífics" a fi de prevenir tota forma possible de declaració d'independència de Taiwan.
- 18 de març, Estats Units: la Patriotic Act és considerada anticonstitucional i il·legal a l'estat de Nou Mèxic.
- 25 de març, Aichi (Japó): obertura de l'Expo 2005, primera exposició universal del segle xxi.
- 25 de març, Kirguizstan: enderrocament del govern per la Revolució de les Tulipes.
- 26 de març, Taiwan: al voltant d'un milió de persones es manifesten a Taipei per denunciar els punts amenaçants de la llei antisecessió aprovada per la Xina continental.
- 26 de març, la candidatura d'Aukera Guztiak ha estat declarada il·legal pel Tribunal Suprem.
- 28 de març, terratrèmol a Sumatra, amb hipocentre a uns 30 km de profunditat, i una magnitud de 8,2. Pareix que és una rèplica del sisme del mes de desembre, que hauria alliberat 30 vegades menys energia.

#### Abril
- 1 d'abril, Vaticà: l'estat de salut del papa Joan Pau II s'ha agreujat en la nit de dijous. Els seus metges han diagnosticat una septicèmia.
- 2 d'abril, Vaticà: mort del papa Joan Pau II a l'edat de 84 anys, després de més de 26 anys de pontificat.
- 6 d'abril, Mònaco: mor el príncep Rainier III de Mònaco a l'edat de 82 anys, després de 56 anys de regnat (1949-2005).
- 8 d'abril, Vaticà: cerimònia funeral del papa Joan Pau II davant més d'un milió de fidels, 200 personalitats vingudes d'arreu del món, i milions de teleespectadors.
- 8 d'abril, Pacífic, Panamà, Colòmbia, Veneçuela: primer eclipsi total de sol del segle xxi.
- 9 d'abril, Regne Unit: casament del príncep Carles amb Camilla Parker Bowles, ajornat un dia a causa de les cerimònies fúnebres del papa Joan Pau II.
- 10 d'abril, Sumatra, Indonèsia: un nou sisme d'una magnitud de 6,7 sobre l'escala de Richter sacseja de nou el país.
- 12 d'abril, Nova Delhi: un acord sino-indi ha estat signat a fi de definir els grans principis d'una reconciliació entre aquests dos estats. L'Índia i la Xina esperen millorar les seves relacions per tal d'afavorir els seus intercanvis i els seus desenvolupaments.
- 15 d'abril, Mònaco: funerals del príncep Rainier III de Mònaco, mort el dia 6 d'abril de 2005.
- 15 d'abril, França: 22 persones, de les quals 10 eren nens, han perdut la vida en l'incendi d'un hotel a París.
- 15 d'abril, Xina-Japó: tensió entre els dos gegants asiàtics; es parla de moviment anti-japonès a la Xina, així com d'una guerra de manuals, perquè tot prové del contingut d'un manual escolar japonès.
- 17 d'abril, se celebren eleccions al País Basc.[8]
- 18 d'abril, Vaticà: inici del conclave per escollir un nou papa. El fum negre aparegut a les 11 hores 50 (CET) el 19 d'abril indica que les dues rondes de l'escrutini del dimarts no ha donat fruit.
- 19 d'abril, ciutat del Vaticà: Joseph Alois Ratzinger és elegit com a 265è Papa de Roma, i adopta el nom de Benet XVI.
- 23 d'abril,es penja el primer vídeo a Youtube.
- 24 d'abril, Espanya: s'estrena El Calentito de Chus Gutiérrez.
- 28 d'abril, l'operació Chuleta destapa una xarxa de frau en l'obtenció del carnet de conduir.

#### Maig
- 5 de maig, eleccions al Regne Unit. El Partit Laborista de l'actual primer ministre, Tony Blair, obté la victòria per tercera vegada consecutiva, circumstància que no s'havia produït mai.
- 7 de maig, tornada de Michel Aoun al Líban després de 15 anys d'exili.
- 12 de maig, el Bundestag dona el vistiplau al projecte de constitució europea.
- 13 de maig: 
  - Obertura del procés de beatificació de Joan Pau II pel papa Benet XVI.
  - Massacre d'Andidjan (Uzbekistan), on tropes governamentals disparen a una multitud de manifestants provocant centenars de morts.[9]

- 17 de maig, primera jornada mundial de la lluita contra l'homofòbia.
- 22 de maig, celebració del 36è aniversari de la fundació de la ciutat de Mont-real.
- 23 de maig, Izaskun Bilbao (PNB) és elegida presidenta del Parlament Basc sorgit de les eleccions realitzades el 17 d'abril d'enguany. La situació s'ha desbloquejat en el moment en què Atutxa ha renunciat a la candidatura i, en lloc seu, el PNB ha presentat la jove parlamentària Izaskun Bilbao, que ha obtingut el vot decisiu dels parlamentaris del Partit Comunista de les Terres Basques (PCTB).
- 29 de maig, referèndum a França sobre la Constitució Europea. Guanya el no amb el 54,67% dels vots, enfront del 45,33% de partidaris del sí.[10]
- 31 de maig, un helicòpter italià s'estavella al sud de la ciutat meridional iraquiana de Nasiriyah, amb un resultat de 4 militars morts.
- Ruptura definitiva de la banda de música de Melbourne, Clann Zú.

#### Juny
- 1 de juny, el periodista Bob Woodward ha confirmat la identitat de "Deep Throat" (Gola Profunda): es tracta de W. Mark Felt, i ha estat revelat després que ell mateix ho fes a la revista "Vanity Fair". "Deep Throat" era el pseudònim amb què era conegut l'informador secret de Woodward, que divulgà informació del president dels Estats Units Richard Nixon, implicat en l'afer Watergate.
- 1 de juny, els Països Baixos se sumen a França i també voten majoritàriament no en el referèndum sobre la Constitució europea. Amb una participació del 63,4%, el no ha obtingut el 61,6% de vots, mentre que el sí ha tingut el suport del 38,4% de l'electorat.
- 5 de juny, Suïssa ratifica el Tractat de Schengen amb el 54,6% de vots a favor, en un referèndum.
- 6 de juny, llançament de Flying Blue, el nou programa de fidelització del grup Air France-KLM.
- 6 de juny, mor a Nova York com a conseqüència d'un càncer d'úter l'actriu Anne Bancroft, muller del també actor i productor Mel Brooks. L'actriu es va popularitzar després de seduir Dustin Hoffman en la pel·lícula El graduat (1967), en la qual encarnava el paper de la senyora Robinson.
- 11 de juny, alliberament de Florence Aubenas i de Hussein Hanoun.
- 19 de juny, eleccions al parlament de Galícia. Amb una participació rècord del 68,1% de l'electorat i a l'espera de l'escrutini del vot emigrant, el PP perd la majoria absoluta que tenia i obté 37 diputats; el PSOE n'aconsegueix 25 i el BNG es queda amb 13 diputats.[11]
- 23 de juny, Juan José Ibarretxe és reelegit lehendakari per tercera vegada, en segona votació i per majoria simple.
- 24 de juny, l'ultraconservador Mahmoud Ahmadinejad surt elegit president de la República Islàmica de l'Iran, amb el 62% dels vots, davant l'antic president Akbar Hachemi Rafsandjani·
- 28 de juny, Canadà: legalització del matrimoni homosexual, amb 158 vots a favor i 133 en contra en la Cambra dels Comuns.
- 29 de juny, l'antic ministre de Defensa, Federico Trillo Figueroa, ha estat reprovat en la comissió del Congrés dels Diputats per l'accident del Iàkovlev-42, en què moriren 62 militars espanyols el 26 de maig del 2003.
- 30 de juny, Espanya: legalització del Matrimoni homosexual a Espanya i el seu dret a adoptar fills.[12]

#### Juliol
- 2 de juliol, Escòcia: una manifestació amb prop més de 200.000 persones té lloc a Edimburg. Té com a objectiu incitar els països del G8 perquè es reuneixin a partir del 13 de juliol a Gleneagles Hotel, per lluitar contra la pobresa al món. És una de les manifestacions més gran que s'ha fet a Escòcia.[13]
- 2 de juliol, 8 concerts enormes Live 8 per a l'anul·lació del deute dels països d'Àfrica a París, Londres, Berlín, Filadèlfia, Moscou, Johannesburg, Tòquio i Roma.[14]
- 4 de juliol, espai: la sonda Deep Impact xoca contra el cometa 9P/Tempel1 a les 5 h 52 GMT.
- 6 de juliol, la ciutat de Londres és escollida ciutat olímpica 2012.
- 6 de juliol: en una votació final, el Parlament Europeu rebutja, per una gran majoria (648 vots a favor del rebuig, 14 en contra, i 18 abstencions, d'un total de 729), una proposta de directiva sobre patents de programes d'ordinador, amb la qual cosa no acaba pas aquesta polèmica.
- 6 de juliol, contra tot pronòstic, l'assemblea del COI designa la ciutat de Londres per a acollir els Jocs Olímpics de l'any 2012. París, que queda en segon lloc, en partia com a favorita. Les altres ciutats candidates eren Madrid, Nova York i Moscou.
- 7 de juliol: 56 persones mortes i 700 ferides en una cadena d'atemptats a Londres, 24 hores després de la nominació de la ciutat com a seu dels Jocs Olímpics d'estiu del 2012, i durant la 31a reunió del G8.[15]
- 10 de juliol, Luxemburg aprova en referèndum el tractat sobre la Constitució europea. Els vots afirmatius han obtingut el suport del 56,5% de l'electorat. Aquesta victòria del sí és un respir després del sonat no que va tenir lloc en les consultes de França i els Països Baixos, que motivaren l'aturada dels referèndums previstos a Polònia, Irlanda, Dinamarca, Txèquia i la Gran Bretanya.
- 12 de juliol: Coronació del príncep Albert II de Mònaco.
- 17 de juliol, 11 persones moren durant les tasques d'extinció d'un incendi forestal declarat a la província de Guadalajara per culpa d'una barbacoa mal apagada.
- 21 de juliol: atemptats a Londres. Només un ferit.[16]
- 22 de juliol: a conseqüència del terror provocat pels atemptats a Londres, un home és abatut al metro de Stockwell per la policia londinenca a la fi d'una cursa de persecució.[17] Jean Charles de Menezes mor a trets per la policia metropolitana, quan va ser confós per un terrorista.
- 26 de juliol, a les 14.39 h, UTC, fou llançada la STS-114 Transbordador Espacial.
- 28 de juliol: l'Exèrcit Republicà Irlandès (IRA, Irish Republican Army) emet un comunicat oficial en què ordena als seus militants abandonar les armes a partir de les 16 h UTC d'avui, després de 35 anys de conflicte. El comunicat insta les unitats operatives de l'organització armada a treballar per la reunificació d'Irlanda des d'opcions democràtiques i pacífiques.[18]
- 29 de juliol, ha estat descobert un objecte molt gran al cinturó de Kuiper, el Haumea.

#### Agost
- 7 d'agost, Londres realitza la primera acusació formal contra tres dels sospitosos de l'intent d'atemptat en un autobús i al metro de Warren Street el 21 de juliol a la capital britànica. La policia ha presentat càrrecs contra Yassin Hassan Omar, Ibrahim Muktar Said i Ramzi Mohammad.
- 12 d'agost: segon enlairament del coet Ariane-5 d'enguany, a les 10.20 h, llançat des del centre espacial guaianès, que ha posat en òrbita el satèl·lit més gran de telecomunicacions al món aquest dia, Thaicom-4 (Tailàndia).
- 15 d'agost: el desmantellament de les colònies jueves prop de la franja de Gaza s'inicia d'acord amb el Pla de retirada dels territoris ocupats. Esdevé il·legal per als israelians de residir-hi. Hamas ha fet saber que no deixarà pas la lluita armada.
- 16 d'agost: accident aeri a Veneçuela d'un avió de la companyia West Caribbean, del model MD-80. A bord de l'avió: 161 persones.[19]
- 23 d'agost: un Boeing 737-200 s'estavella al Perú.[20]
- 29 d'agost: publicació de la llista negra de companyies aèries prohibides a França.
- 29 d'agost: l'huracà Katrina toca els estats de Louisiana i Mississipi, provocant centenes de víctimes i enormes danys. Un dic al nivell del llac Pontchartrain s'ha rebentat, i ha provocat la inundació de Nova Orleans.
- 31 d'agost, almenys 965 persones han mort i 815 han resultat ferides, en un aldarull al pont Al-Aaimmah, situat sobre el riu Tigris, a Bagdad.
- 31 d'agost, conseqüències de l'huracà Katrina a Nova Orleans: segons Ray Nagin, alcalde de Nova Orleans, «sabem que hi ha un nombre important de cadàvers a l'aigua, i a les golfes de les cases. Almenys centenars, però més probablement, milers».

#### Setembre
- 1 de setembre, publicació de la llista negra suïssa de les companyies aèries dolentes.
- 2 de setembre, el president Jacques Chirac és víctima d'un accident vascular.
- 3 de setembre es detecta un Brot de shigel·losi a Castella-La Manxa.[21]
- 5 de setembre, un Boeing 737-200 s'estavella en un centre habitat de Sumatra, Indonèsia, i mata les 117 persones a bord, així com al voltant de 30 persones que hi havia a terra.
- 11 de setembre, Japó: després de la dissolució de la Cambra de representants pel primer ministre Junichiro Koizumi, els japonesos estan convocats a escollir els seus 480 diputats. Aquest escrutini s'anuncia molt ajustat per al partit liberal democràtic (PLD), que podria perdre la meitat dels seus 250 diputats, i en conseqüència perdre la majoria absoluta que té des de fa 49 anys al Parlament.
- 18 de setembre, Alemanya: eleccions legislatives molt ajustades, que comportaran setmanes de confusió i de negociació entre els dos grans partits.
- 22 de setembre, el governador de l'estat de Texas anuncia que l'huracà Rita, de categoria 4 (la mateixa que el Katrina), anava en direcció cap a Galveston i Houston i ha ordenat l'evacuació de la primera ciutat. Desenes de milers de persones surten de la ciutat, generant tràfic i cues enormes a les autopistes.
- 25 de setembre, Polònia: victòria del partit conservador en les eleccions legislatives.

#### Octubre
- 1 d'octubre, Indonèsia: es produeixen diversos atemptats en dos balnearis de l'illa indonèsia de Bali.[22]
- 8 d'octubre: el Terratrèmol de Caixmir de 2005 d'una magnitud de 7,6 de l'escala de Richter sacseja el Pakistan i l'extrem nord de l'Índia.
- 15 d'octubre, Iraq: s'aprova en referèndum la constitució iraquiana amb el 78% dels vots a favor, enmig de fortes mesures de seguretat.[23]
- 21 d'octubre, l'huracà Wilma, el més poderós huracà que s'ha registrat en la història, va arribar a les costes de Quintana Roo, Mèxic, i afectà la població de Cancun, Cozumel i Playa del Carmen. Més de 4.000 espanyols es troben als centres de refugi establerts pel govern mexicà
- 22 d'octubre, més de 10.000 persones es manifesten a Carcassona per defensar la llengua occitana.[24]
- 23 d'octubre, Polònia: el conservador Lech Kaczyński guanya la segona volta de l'elecció presidencial.
- 26 d'octubre, pareix que no hi cap motiu que faci pensar que la grip aviària es pugui contagiar pel menjar. El virus d'aquesta malaltia tampoc no seria el mateix que el de la grip contra el qual es vacuna a les persones a l'estat, ni el mateix que causa aquesta malaltia en la majoria de casos.
- 31 d'octubre, els prínceps d'Astúries han tingut una filla. Ha nascut per cesàrea.

#### Novembre
- 4 de novembre, els presidents de 34 països d'Amèrica es reuneixen en la quarta Cimera de les Amèriques, una reunió dividida entre els que promouen la creació de l'Àrea de Lliure Comerç de les Amèriques (principalment el president nord-americà George W. Bush) i els opositors (encapçalats pel president veneçolà Hugo Chávez). El futbolista argentí Diego Armando Maradona encapçala una multitudinària marxa anti-Bush, acompanyat pel líder indígena bolivià Evo Morales i el premi Nobel de la Pau Adolfo Pérez Esquivel.
- 8 de novembre, França: a conseqüència dels disturbis als suburbis francesos, es declara l'estat d'emergència a França.
- 16 de novembre, Brussel·les: el president de la Generalitat de Catalunya, Pasqual Maragall, i de la Generalitat Valenciana, Francesc Camps, parlen oficialment per primera vegada en català en el Comitè de les Regions d'Europa, gràcies a l'acord signat el mateix dia amb l'ambaixador espanyol a la UE.[25]
- 20 de novembre, Berlín: Angela Merkel (CDU) és nomenada cancellera d'Alemanya pel Bundestag.
- 23 de novembre, des de diferents llocs d'internet s'està fent una distribució del virus d'ordinador W32.Sober.X@mm. Aquest virus es distribueix a si mateix mitjançant el correu electrònic, com un arxiu adjunt al correu.[26]
- 24 de novembre, Roma: Cas Fresno. L'Assemblea de la FIRS repeteix la votació de l'admissió definitiva de la Federació Catalana de Patinatge després que el Tribunal d'Arbitratge de l'Esport (TAS) anul·lés la votació anterior, realitzada a Fresno (ciutat de Califòrnia) i torna a rebutjar-ne l'admissió.
- 25 de novembre: La UNESCO declara la Patum de Berga com a Patrimoni Oral i Immaterial de la Humanitat.
- 29 de novembre, Canadà: el Primer Ministre, Paul Martin, anuncia eleccions federals per al 23 de febrer del 2006.

#### Desembre
- 1 de desembre, Madrid: cinc militants de les JERC s'encadenen a la seu central de la cadena COPE amb el suport dels diputats d'ERC Joan Puig i Joan Tardà.
- 1 de desembre: Sud-àfrica esdevé el cinquè estat del món on els matrimonis homosexuals són reconeguts.
- 5 de desembre: atac terrorista en un centre comercial de Netanya, Israel. 5 persones mortes, i 60 ferides.
- 6 de desembre: un avió iranià C-130 Hércules s'estavella en un bloc de pisos a Teheran, la capital de l'Iran, i mata les 94 persones que hi havia a bord de l'avió, i les 34 persones que hi havia dins l'edifici; el balanç definitiu és de 128 persones mortes.
- 9 de desembre: l'últim dia de servei dels autobusos icònics Routemasters de Londres.
- 11 de desembre, es produeixen explosions massives als magatzems de petroli de la terminal de Hertfordshire, al nord de Londres.
- 18 de desembre, Bolívia: Evo Morales guanya les eleccions presidencials de Bolívia, amb un 53,72%.
- 28 de desembre: es descobreix l'asteroide potencialment perillós 2005 YU55, per Robert S. McMillan a l'Steward Observatory de Kitt Peak.
- Es funda l'ONG GoodPlanet
- Es refunda el club esportiu turc Afyonkarahisarspor
- Fundació de l'estudi d'arquitectura Bjarke Ingels Group
- La companyia aèria Eujet fa fallida.

### Còmics
- Cartell del 23é Saló, per Manel Fontdevila

El 30 de setembre, el periòdic danés Jyllands-Posten publicà unes vinyetes sobre Mahoma que causaren polèmica en l'àmbit musulmà.
A final d'any, Marvel Comics mamprengué la saga House of M, durant la qual tot l'univers Marvel esdevingué una utopia creada per Scarlet Witch.

### Premis Nobel
| Camp                  | Guardonats                                                        |
| --------------------- | ----------------------------------------------------------------- |
| Física                | - Roy J. Glauber - John L. Hall - Theodor W. Hänsch               |
| Química               | - Yves Chauvin - Robert H. Grubbs - Richard R. Schrock            |
| Medicina o Fisiologia | - Barry Marshall - Robin Warren                                   |
| Literatura            | - Harold Pinter                                                   |
| Pau                   | - Agència Internacional de l'Energia Atòmica - Mohamed al-Baradei |
| Economia              | - Robert Aumann - Thomas Schelling                                |

## Any internacional
- L'any 2005 és declarat per les Nacions Unides any oficial del microcrèdit.
- Any de la física.

Aquest any és el centenari de la publicació de la teoria de la relativitat, i el cinquantè de la mort d'Albert Einstein. El 30 de juny de 1905, Albert Einstein publicà l'article "Sobre l'Electrodinàmica dels Cossos en Moviment", en què introdueix la relativitat espacial.
- Any del llibre a Barcelona.

## Naixements
Les persones nascudes el 2005 faran 20 anys durant el 2025.
- Madrid: Elionor de Borbó i Ortiz (en castellà: Leonor de Borbón y Ortiz), princesa d'Astúries.[2]
- 20 de juliol: Paulette Gebara Farah, estudiant de jardí de nens i víctima de mort sospitosa mexicana (mort. 2010)

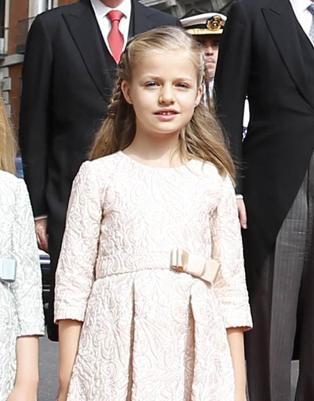
Elionor de B. Ortiz

## Necrològiques
| M/d   | Nom i llinatges | Activitat       | Origen      | E. |
| ----- | --------------- | --------------- | ----------- | -- |
| 01/03 | Will Eisner     | autor de còmics | novaiorqués | 87 |

Categoria principal: Morts el 2005
Països Catalans
- 1 de gener - 
  - Madrid: Ethelvina-Ofelia Raga Selma, compositora, organista, directora d'orquestra i escriptora valenciana, primera dona a dirigir la Banda Municipal de València.[27]
  - València: Vicente Aguilera i Cerni, crític d'art i assagista valencià (n. 1920).
- 15 de gener - Barcelona: Victòria dels Àngels, cantant d'òpera, soprano (n. 1923).[28]
- 26 de gener - Barcelona: Ricard Viladesau i Caner, músic català (n. 1918).
- 8 de febrer - Vinaròs: Alfred Giner i Sorolla, científic i poeta valencià.
- 9 de febrer - Barcelona: Carlota Soldevila, actriu i directora de teatre, fundadora d'Els Joglars i del Teatre Lliure.[29]
- 10 de febrer - Barcelona: Miquel Bauçà, poeta mallorquí (n. 1940).
- 13 de març - Barcelona: Montserrat Martí i Bas, bibliotecària i escriptora catalana (n. 1916).[30]
- 27 de març - Barcelona: Elvira Farreras i Valentí, escriptora catalana, dedicada a la poesia i l'assaig (n. 1913).[31]
- 10 de juny - Barcelona: Pere Esteve, polític català (n. 1942).[32]
- 13 de juny - Mequinensa (Baix Cinca): Jesús Moncada i Estruga, escriptor en llengua catalana.
- 23 de juny
  - Barcelona: Pere Garcia i Plensa, cinèfil català.
  - Sabadell: Joan Alsina i Giralt, historiador sabadellenc (n. 1916).
- 7 de juliol - València: Amand Blanquer i Ponsoda, compositor i pedagog musical valencià (n. 1935).
- 19 de juliol - Barcelona: Rosa Ricart i Ribera, bibliotecària catalana (n. 1911).[33]
- 2 d'agost - Mataró: Renata Tarragó Fàbregas, guitarrista i professora de música catalana (n. 1927).[34]
- 3 d'agost - París: Françoise d'Eaubonne, escriptora i feminista francesa que encunyà el terme ecofeminisme (n. 1920).[35]
- 6 d'agost - Riga: Vizma Belševica, poeta, escriptora i traductora letona nominada al premi Nobel de literatura (n. 1931).[36]
- 30 d'agost - Sant Tropetz, França: Antoni Clavé i Sanmartí, artista català (n. 1913).
- 1 de setembre - Creixell, Tarragonès: Manuel Ausensi i Albalat, baríton d'òperes i sarsueles (n. 1919).[37]
- 6 de setembre - Saint-Pierre, Dominica: Eugenia Charles, advocada i política dominicana, Primera Ministra de Dominica.[38]
- 28 de setembre - València: Balbina Medrano –Guillermina Supervía–, mestra, 1a regidora de l'Ajuntament de València (n. 1912).[39]
- 7 de novembre - Barcelona: Roser Majoral i Moliné, geògrafa, investigadora i professora universitària catalana (n. 1942).[40]
- 19 de novembre - Montserrat: Ireneu Segarra i Malla, director de l'Escolania de Montserrat durant 44 anys.
- 4 de desembre - Cuernavaca, Mèxic, Gloria Lasso, cantant catalana de música lleugera (n. 1922).[41]

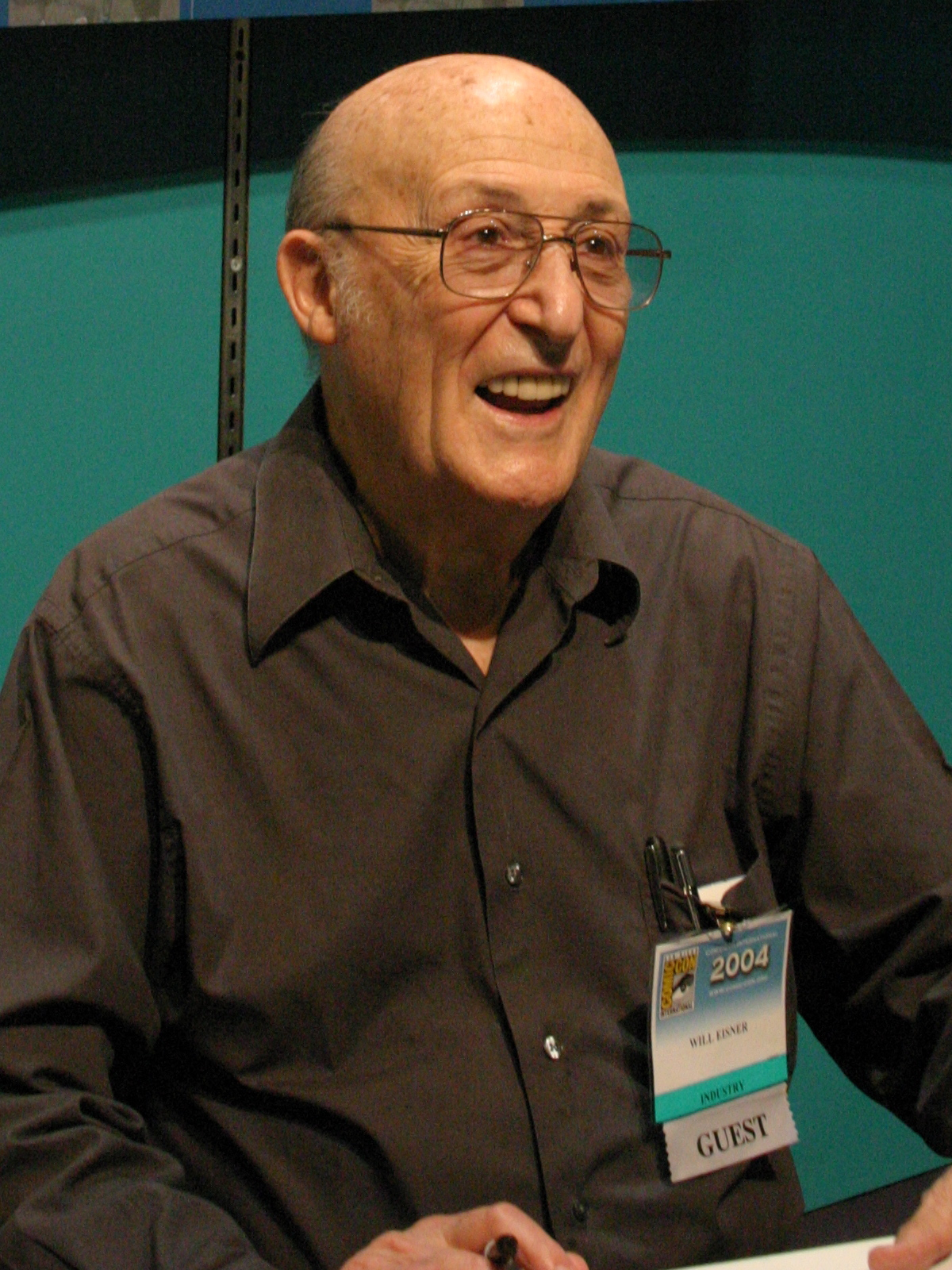
Will Eisner

Resta del món
- 10 de gener, Gènova: Margherita Carosio, soprano italiana particularment associada al repertori lírico-coloratura (n. 1908).[42]
- 11 de febrer,
  - Connecticut, EUA: Arthur Miller, dramaturg nord-americà.
  - Hampton, Virgínia: Mary Jackson, matemàtica i enginyera aeroespacial nord-americana (n. 1921).[43]
- 12 de febrer, Anapu, Pará, Brasil: Dorothy Stang, membre de la Congregació de les Germanes de Nostra Senyora de Namur.
- 13 de febrer, Coïmbra: Lúcia de Jesus dos Santos, una dels tres vidents de Fàtima, monja carmelita descalça (n. 1907).[44]
- 14 de febrer, Beirut, Líban: Rafik Hariri exprimer ministre libanès.
- 21 de febrer, Londres (Anglaterra): Guillermo Cabrera Infante, novel·lista, guionista, traductor i crític cubà (n. 1929).
- 6 de març,
  - Ithaca, Nova York (EUA): Hans Bethe, físic alemany, Premi Nobel de Física de l'any 1967 (n. 1906).
  - New Haven, Connecticut: Teresa Wright, actriu de cinema estatunidenca (n. 1918).[45]
- 13 de març, París, França: Yoshihisa Taïra, compositor japonès (n. 1937)[46]
- 16 de març, Neuchâtel: Julia Rodríguez-Maribona, inventora del pal de fregar, juntament amb la seva mare, Julia Montoussé.[47]
- 17 de març, Princeton (Nova Jersey, EUA): George F. Kennan, diplomàtic i conseller governamental nord-americà, figura clau en la Guerra Freda.
- 18 de març, Madrid: Encarnación Cabré Herreros, primera arqueòloga espanyola (n. 1911).[48]
- 27 de març, Ringmer, East Sussex (Anglaterra): James Callaghan, polític anglès, 70è Primer Ministre del Regne Unit (n. 1912).[49]
- 31 de març, Madrid: Ángeles Gasset, pedagoga i professora espanyola (n. 1907).[50]
- 2 d'abril, 
  - Ciutat del Vaticà: Joan Pau II, 264è papa de l'Església catòlica (n. 1920).[51]
  - Kinkempois, Angleur, Lieja: Berthe di Vito-Delvaux, compositora belga (n. 1915).[52]
- 5 d'abril, 
  - Brookline, EUA: Saul Bellow, escriptor nord-americà, Premi Nobel de Literatura l'any 1976 (n. 1915).[53]
  - Sonoma, Estats Units: Dale Messick, artista de còmics estatunidenca (n. 1906).[54]

- 4 d'abril, carretera d'El Escorial a Guadarrama, Madrid: Juan Ramón Lodares, lingüista espanyol.
- 6 d'abril, Montcarles, Mònaco: Rainier III de Mònaco, príncep de Mònaco (n. 1923).[55]
- 26 d'abril, 
  - Preitenegg, Àustria: Maria Schell, actriu austro-suïssa (n. 1926).[56]
  - Bimbo, República Centreafricana: Elisabet Domitien, empresària i política, primera ministra del seu país (n. 1925).[57]
- 8 de maig, Nimes (França): Jean Carrière, productor de ràdio i televisió,crític musical i escriptor. Premi Goncourt de l'any 1972 per la seva novel·la "L'Epervier de Maheux" (n. 1928).
- 29 de maig, La Jolla, Califòrnia: Ángeles Alvariño, oceanògrafa i zoòloga gallega (n. 1916).[58]
- 2 de juny, San Isidro, Buenos Aires: Isabel Aretz, compositora, investigadora, escriptora i etnomusicòloga argentina (n. 1909).[59]
- 6 de juny, Nova York, Estats Units: Anne Bancroft, actriu de cinema.[60]
- 20 de juny, Dallas, Texas (EUA): Jack Kilby, enginyer estatunidenc, Premi Nobel de Física de l'any 2000 (n. 1923).[61]
- 6 de juliol - París, França: Claude Simon, escriptor francès, resident a Salses (el Rosselló), Premi Nobel de Literatura el 1985 (n. 1913).[62]
- 17 de juliol - Salisbury (Anglaterra): Edward Heath, polític anglès, Primer Ministre del Regne Unit (1970-1974) (n. 1916).
- 16 d'agost, Taizé, França: Roger Schutz, primer prior i iniciador de la comunitat de Taizé, mor assassinat.
- 21 d'agost - Tel-Aviv: Dàlia Ravikovitx, poetessa, traductora i activista israeliana per a la pau (n. 1936).[63]
- 24 d'agost, Pequín (Xina): Liu Baiyu (xinès: 刘白羽), escriptor xinès. Premi Mao Dun de Literatura de l'any 1991 (n. 1916).[64]
- 28 d'agost, Madrid: Antoñita Colomé, actriu, cantant i ballarina espanyola (n. 1912).
- 31 d'agost, Londres (Anglaterra): Józef Rotblat, físic polonès, Premi Nobel de la Pau de l'any 1995 (n. 1908).[65]
- 20 de setembre, Viena, Àustria: Simon Wiesenthal, conegut com el caçanazis (n. 1908).[66]
- 24 d'octubre, Detroit: Rosa Parks, defensora dels drets civils dels negres als EUA (n. 1913).[67]
- 3 de novembre - Offenburg, Baden-Wurtemberg: Aenne Burda, editora alemanya.[68]
- 25 de novembre - Londres: George Best, futbolista nord-irlandès (n. 1946).
- 22 de desembre - Rio de Janeiro, Brasil: Aurora Miranda, cantant brasilera, germana de Carmen Miranda (n. 1915).[69]
- 25 de desembre - Bjärlöv, Suècia: Birgit Nilsson, soprano sueca que va conrear tant l'òpera com la música de concert (n. 1918).[70]
- 27 de desembre - Donostia: Lourdes Iriondo Mujika, cantant i escriptora, referent de la cançó d'autor basca de meitat del segle xx (n. 1937).[71]
- Porto: Eugénio de Andrade, pseudònim de José Fontinhas, poeta i prosista portuguès.